# アレクサンドラス・カリヨタイティス

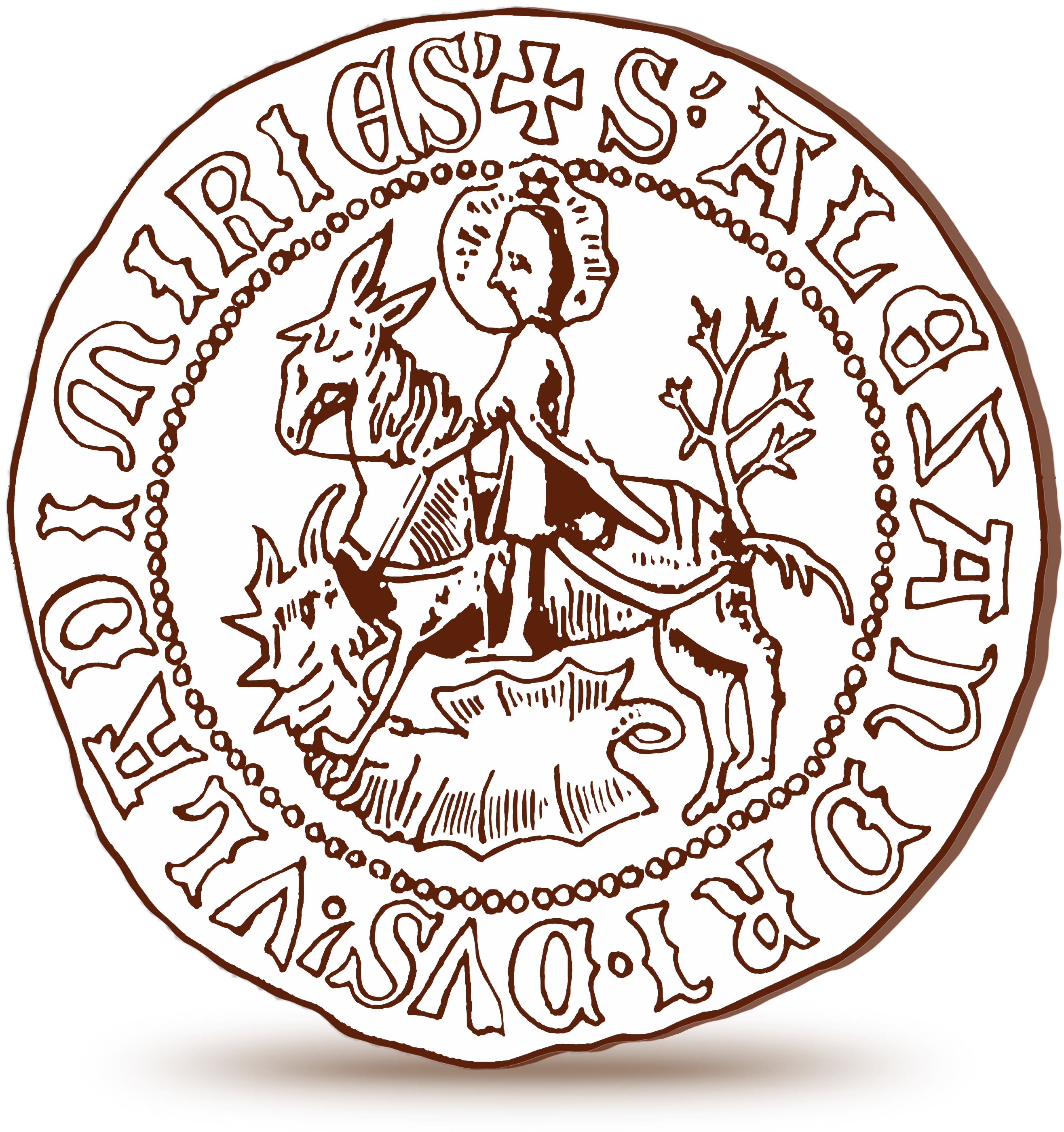
アレクサンドラス・カリヨタイティスのシール

アレクサンドラス・カリヨタイティス（リトアニア語: Aleksandras Karijotaitis、ポーランド語: Aleksander Koriatowicz、? - 1380年頃）は、ポジーリャ及びヴォルィーニ公（1366年 - 1370年）。ナヴァフルダク公カリヨタスの息子であり、リトアニア大公ゲディミナスの孫であった。

## 生涯
生年に関しては不明、恐らくアレクサンドラスはカリヨタス兄弟の中では長男であると思われる（ユルギスが長男でもある可能性もある）。 1362年に叔父リトアニア大公アルギルダスが引き起こした青水の戦いにて他の兄弟達とともに加勢したのが最初に見出すことの出来る言及である。翌年にカリヨタス兄弟は青水の戦いでの報償としてポジーリャの公領を授けられた。その後直ぐにカトリック教会の洗礼を受け入れてポーランド国王カジミェシュ3世大王に服従してハールィチ・ヴォルィーニ戦争に加勢している。
1366年にカジミェシュ3世はヴォルィーニの大部分を掌握するとその支配権をアレクサンドラスへ委ねたことからヴォロディームィル＝ヴォルィーンシキー公となっている。アレクサンドラスによる同公国の統治はカジミェシュ3世が逝去する1370年まで維持された。アレクサンドラスがカジミェシュ3世の葬儀に出席している間を見計らって叔父であるヴォルィーニ兼ルツク公リュバルタスが攻め込んできた。1371年のヴォロディームィル＝ヴォルィーンシキー公国を喪失するとアレクサンドラスは自領であるポジーリャに戻っている。カリヨタス家統治のもとポジーリャではカトリックが広まった。1375年にローマ教皇グレゴリウス11世はカームヤネツィにカトリック教会の司教区並びにドミニコ会の主教を置くことを認可している。1377年には町の中心地にカトリック教会の寺院が建てられている。
1374年にアレクサンドラス・ユルギス 兄弟はマクデブルク法を下賜している。1377年にカリヨタス兄弟はハンガリー国王ラヨシュ1世騎士王の宗主課下を承認している。
主要課題は対外政策たる絶え間なく続くジョチ・ウルスとの戦いであった。そのジョチ・ウルスとの戦いの中の1380年頃(それに関しては1388年から1392年にかけての様々な日付が記されている)にアレクサンドラスは不慮の死を遂げた。アレクサンドラス没後のポジーリャの支配権は弟であるコンスタンティナス (1380年—1388年頃)に、その没後には更にその弟であるテオドラスによってそれぞれ継承された。